# متحف إثنوغرافيا السودان
متحف الإثنوغرافيا السوداني هو متحف السودان القومي للمجموعات العرقية في السودان خاصَّةً، يُعبِّر عن تنوع الحضارات والثقافات المختلفة الموجودة بالسودان وينتج محتواه الغني عن التنوع البيئي الناجم عن اتساع مساحة السودان، واختلاف العادات والتقاليد والأزياء فيها، وحتى اللهجة باختلاف المنطقة.
تعرض المتحف الإثنوغرافي للنهب والتخريب كما حدث لمتاحف أخرى بالخرطوم بسبب النزاع في السودان الذي اندلع في 15 أبريل 2023.  رعى صندوق الحماية الثقافية التابع للمجلس الثقافي البريطاني ومنظمات دولية ومحلية سودانية أخرى مشروع التجديد الكامل والمخزون الرقمي للمجموعة في عام 2022. ويمكن الوصول إليه عبر الإنترنت من خلال منصة "صون تراث السودان الحي".

## أصل التسمية
كلمة الاثنوغرافيا تعني الدراسة الوصفية لطريقة وأسلوب الحياة لشعب من الشعوب أو مجتمع من المجتمعات، واصطلاح الاثنوغرافيا (Ethnography) في بريطانيا يعني البحوث الوصفية والتحليلية التي قام بها علماء الانثروبولوجيا البريطانيون حول الشعوب والأقوام البدائية التي درسوها دراسة ميدانية؛ وبالرغم من أن علم الإثنوغرافيا يهتم  بالدراسة الوصفية للمجتمعات البدائية والإنثربولوجي الغجتماعي يهتم بالتحليل البنائي أو التركيبي للمجتمعات البدائية فإن هناك ارتباطاً وتداخلاً وثيقاً بين هذين العلمين بخصوص الدراسات العلمية التي يقومان بها. جمع الإنجليز كل القطع الإثنوغرافية المادية في بدايات القرن العشرين وجلبوها إلى  كلية غردون (جامعة  الخرطوم) لإنشاء هذا المتحف. ثم نُقلت إلى مبنى ضباط الجيش الإنجليزي (المبنى الحالي) ليفتتح رسمياً في عام 1956. وقد اهتم الإنجليز بهذا المتحف وجمعوا محتوياته من كل بقاع السودان، فقد أدهشتهم تلك القطع الإثنوغرافية ودقة صنعها  فافتتنوا بها وبتنوع الثقافات السودانية المختلفة.
قد تم إعداد المتحف بطريقةٍ تساعد في حفظ ومعرفة التراث الشعبي، وقد تم جمع مواد المتحف من مناطق ومتاحف مختلفةٍ عند إنشائه. يتخصص المتحف في جمع وتوثيق وتصنيف وعرض وحفظ التراث الثقافي المادي الاثنوغرافي الذي ينتجه الإنسان السوداني بالطريقة التقليدية لدى كل المجموعات السودانية في بيئاتها الطبيعية المختلفة، مثل البجا (الهدندوة، البشاريين، الحلنقة، البني عامر) في شرق السودان، النوبيين (الحلفاويين، السكوت، المحس، الدناقلة) في شمال السودان، النوبة في جنوب كردفان (النيمانق، كادقلي، دلنج، وغيرهم)، المجموعات النيلية في جنوب السودان (الدينكا، الشلك، النوير، الزاندي وغيرها)، المجموعات المختلفة بمنطقة دارفور وفي وسط السودان.
بالإضافة الي ذلك يعرض المتحف الأزياء المختلفة لسكان السودان والحلي المستخدمة للزينة ومنازلهم التقليدية والأواني المنزلية، وكل ما يتعلق بكل جماعة حتى يصل إلى عتادهم العسكري التقليدي القديم والعملات المستعملة قديماً، كما يصف المتحف العادات والتفاليد المختلفة في الزواج.

## الموقع
تأسس المتحف الإثنوغرافي عام 1956 ليكون فرعًا لمتحف السودان القومي الأقدم والأكبر خلال الفترة الأخيرة من الإدارة الاستعمارية الإنجليزية المصرية حيث جمعت بعض التحف والمواد وسُلمت إلى كلية جوردون التذكارية في بداية القرن العشرين.
بعد دراساتهما الميدانية في جنوب السودان خلال أواخر الخمسينيات وأوائل الستينيات من القرن الماضي، تبرع عالما الأنثروبولوجيا الاجتماعية النمساويان أندرياس ووالتراوت كروننبرغ بمنحوتات قبر لشعب البونجو وغيرها من الأشياء الثقافية من جنوب السودان إلى المتحف. وفي عام 1972، تم نقل المتحف وافتتاحه تحت الإشراف العلمي لعالم الأعراق الألماني لوثر شتاين في نادي الضباط السابق بشارع الجامعة بوسط الخرطوم. قام شتاين، وهو عالم من لايبزيغ في ألمانيا الشرقية السابقة، بجمع القطع الأثرية للمتحف في كردفان ودارفور.  وفي عام 2002، فُصل المتحف الإثنوغرافي إدارياً عن متحف السودان القومي وأعيد تسميته إلى معهد الحضارة السودانية. 

## ترتيب القطع
يعبِّر المتحف عن تنوع الحضارات والثقافات المختلفة الموجودة بالسودان وينتج محتواه الغني عن التنوع البيئي الناجم عن اتساع مساحة السودان، واختلاف العادات والتقاليد والأزياء فيها، وحتى اللهجة باختلاف المنطقة. تم إعداد المتحف بطريقة تساعد في حفظ ومعرفة التراث الشعبي، وجمعت مواد المتحف من مناطق ومتاحف مختلفة في البلاد عند إنشائه، حيث يتخصص في جمع وتوثيق وتصنيف وعرض وحفظ التراث الثقافي المادي الإثنوغرافي الذي ينتجه الإنسان السوداني بالطريقة التقليدية لدى كل المجموعات السودانية في بيئاتها الطبيعية المختلفة، نظرا للتنوع القبلي في السودان. علاوة على ذلك، هناك المجموعات النيلية في جنوب السودان «الدينكا، الشلك، النوير، الزاندي وغيرها»، والمجموعات المختلفة بمنطقة دارفور وفي وسط السودان. كما يعرض المتحف شكل الحياة الاجتماعية في السودان من حيث الأزياء وأدوات الزينة والمنازل التقليدية والأواني المنزلية وكلما يتعلق بكل جماعة حتى يصل إلى عتادهما لعسكري التقليدي القديم والعملات المستعملة قديما، ويصف المتحف العادات المختلفة في الزواج.
المتحف يشتمل علي عرض متكامل لحضارة الإنسان، ومقتنياته بأدق تفاصيلها إلى جانب تناوله للنباتات بشكل أكثر تفصيلاً لعكس ماهية النباتات التي إستخدمها الإنسان في التغذية والطب، واستخدام النباتات السامة كسلاح له. وقد جعلت إدارة النباتات محوراً للدراسة حيث يوجد (مشتل النباتات) لتناول العلاجات النباتية، والمحصولات في مختلف بيئاتها لتطوير وتوسيع المتحف. كما أشتق منه متحف النيل حتى يصبح مستقلاً لتناول حضارة حوض النيل.
بعد ثورة ديسمبر 2019 السودانية ، أعيد ترتيب المجموعة في ستة أقسام: الآلات الموسيقية التقليدية، بما في ذلك طبل الحرب الخشبي الكبير لسلطان يامبيو، والتقاليد السودانية في إعداد الطعام، والحرف اليدوية، وتقديم التعليم الإسلامي التقليدي (مدارس الخلوة الابتدائية، دراسات القرآن واللغة العربية)، واستخدام المراكب الشراعية في النيل، بالإضافة إلى العادات السودانية الأخرى، مثل عادات وتقاليد حفلات الزفاف والملابس النسائية والاكسسوارات.

## التجديد والوصول الرقمي والحماية من تغير المناخ
في نوفمبر 2022، أعلن المجلس الثقافي البريطاني عن تمويل التجديد الكامل للمتحف الإثنوغرافي الذي يتعذر الوصول إليه من خلال صندوق الحماية الثقافية التابع له. وبصرف النظر عن تحديث المعرض السابق وإدراج المزيد من القطع الثقافية من الرعاة في دارفور وكردفان، يهدف هذا المشروع إلى منع آثار الفيضانات الناجمة عن تغير المناخ وبناء سقف مقبب جديد للمتحف. بالنسبة للمشروع البريطاني السوداني "حماية التراث الحي في السودان من الصراع وتغير المناخ"، قام صندوق الشراكة أيضًا بتمويل إنشاء منصة على الإنترنت. عموماً، يهدف المشروع السوداني البريطاني إلى دعم "المجتمعات الضعيفة لتوثيق ثقافتها والمساعدة في بناء القدرة على الصمود [...] في بيئة صحية." وبعبارات أكثر تحديدًا، التصريح عن المشروع.
مهمتنا هي حشد الدعم للتراث الحي للسودان وبانوراما الثقافية المتعددة الأوجه. وهو يشمل كيفية رقص الناس، وتأليف الموسيقى، وزراعة طعامهم، ورعاية ماشيتهم، وصناعة المصنوعات اليدوية، والاحتفال بالتقاليد، وممارسة معتقداتهم. ويتشابك هذا الإرث الثقافي بعمق مع تاريخ السودان ومناظره الطبيعية وهويته، سواء في المناطق الريفية أو الحضرية. فهو بمثابة منبع للحكمة المحلية والحيوية التي يمكن أن تساعد في تشكيل مستقبل السودان.— حماية التراث الحي في السودان
الشركاء في هذا المشروع عدة مؤسسات ثقافية بريطانية ودولية وسودانية منها الهيئة السودانية الوطنية للآثار والمتاحف، المعهد البريطاني لشرق إفريقيا ، مكتب الحفظ الإقليمي التابع للمركز الدولي لدراسة صون وترميم الممتلكات الثقافية. ومركز كامبريدج لأبحاث التراث، بالإضافة إلى مشروع رسم خرائط المواقع الأثرية والآثار المهددة بالانقراض في إفريقيا. حصل المشروع على 1,893,340 جنيهًا إسترلينيًا صندوق الحماية الثقافية بالشراكة مع وزارة الشؤون الرقمية والثقافة والإعلام والرياضة التابعة للحكومة البريطانية وبدأ في ديسمبر 2022. علاوة على ذلك، تدار حماية التراث الحي في السودان تحت مظلة اتفاقيات التراث الثقافي لليونسكو وبالتنسيق مع المجلس الوطني للتراث الثقافي وتعزيز اللغات الوطنية.
مشروع آخر لجمع التراث الثقافي السوداني وإتاحته عبر الإنترنت هو ذاكرة السودان، الذي يموله أيضًا من صندوق حماية الثقافة التابع للمجلس الثقافي البريطاني وبدأ في عام 2018.  وعلى غرار المتاحف الأخرى في الخرطوم، تعرض المتحف الإثنوغرافي للنهب والتخريب في أعقاب الحرب المستمرة في السودان منذ 15 أبريل 2023. 

## صالات المتحف
يشتمل العرض المتحفي على ست صالات للعرض، لم يحدث أي تطوير للمتحف بشكل عام منذ إنشائه، حيث أن آخر جمع ميداني تم في العام 1989م، فقط تمت بعض التعديلات والصيانات للمبنى؛ لكن ينقصه كثير من المطلوبات والإحتياجات حتى يقوم بدوره التربوي والتثقيفي والتعليمي.
تم تغييرها أقسام المتحف استجابة للتغيير الذي صاحب ثورة ديسمبر، فقد كان المتحف مقسما حسب البيئة الجغرافية وبعد افتتاحه في يناير من العام الجاري (٢٠٢٢م) تم إعادة تقسيمه حسب الموروث الثقافي الشامل لكل البيئات السودانية وهي ستة أقسام: المطبخ السوداني، البادية، الموسيقى التقليدية،  الزواج وزينة المرأة، الحياة النيلية، الخلوة  والمصنوعات اليدوية.

## بعض من القطع الموجودة في المجموعات

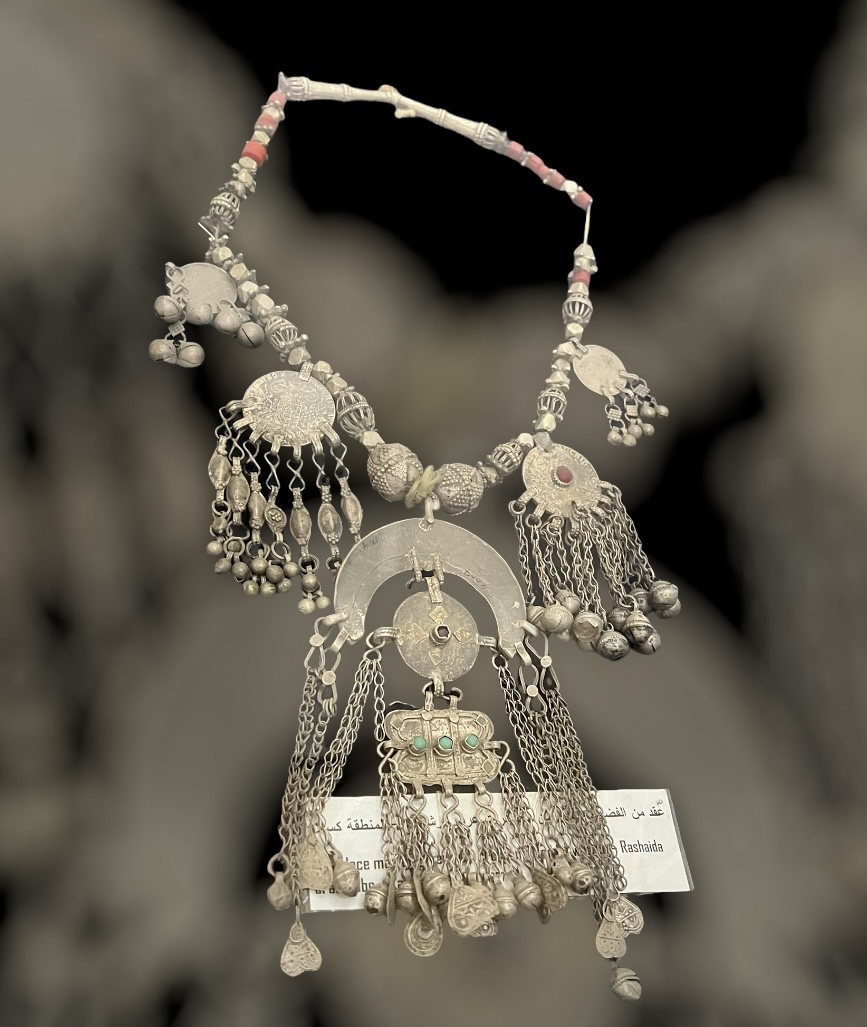
المجوهرات الفضية في قبيلة رشايدة
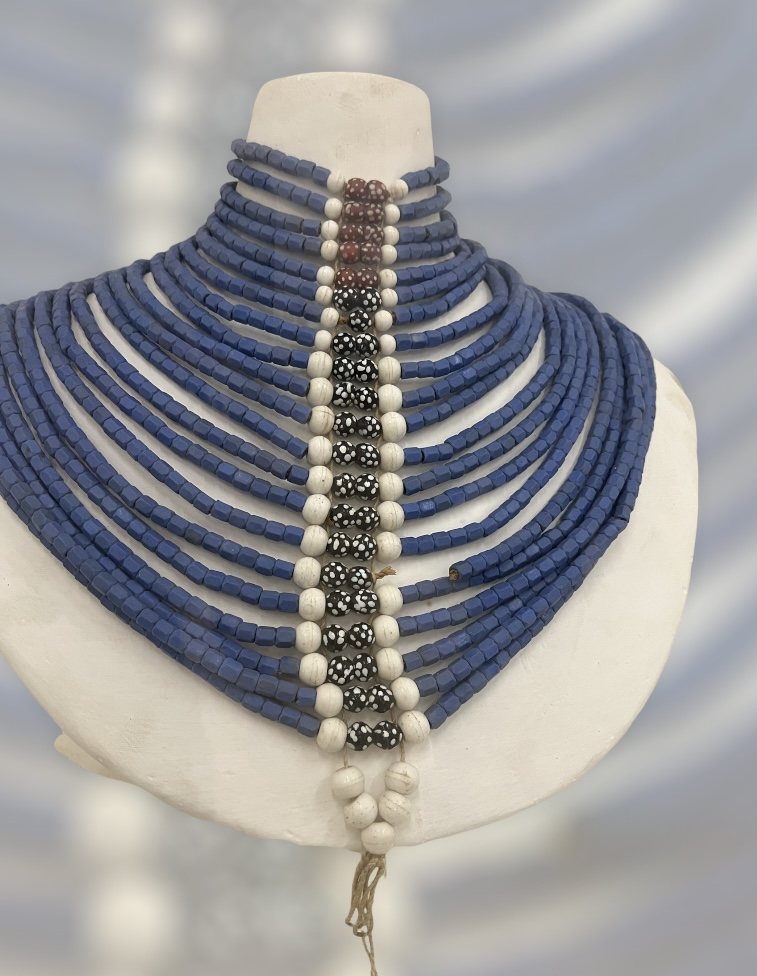
طوق مطرز لقبيلة دينكا
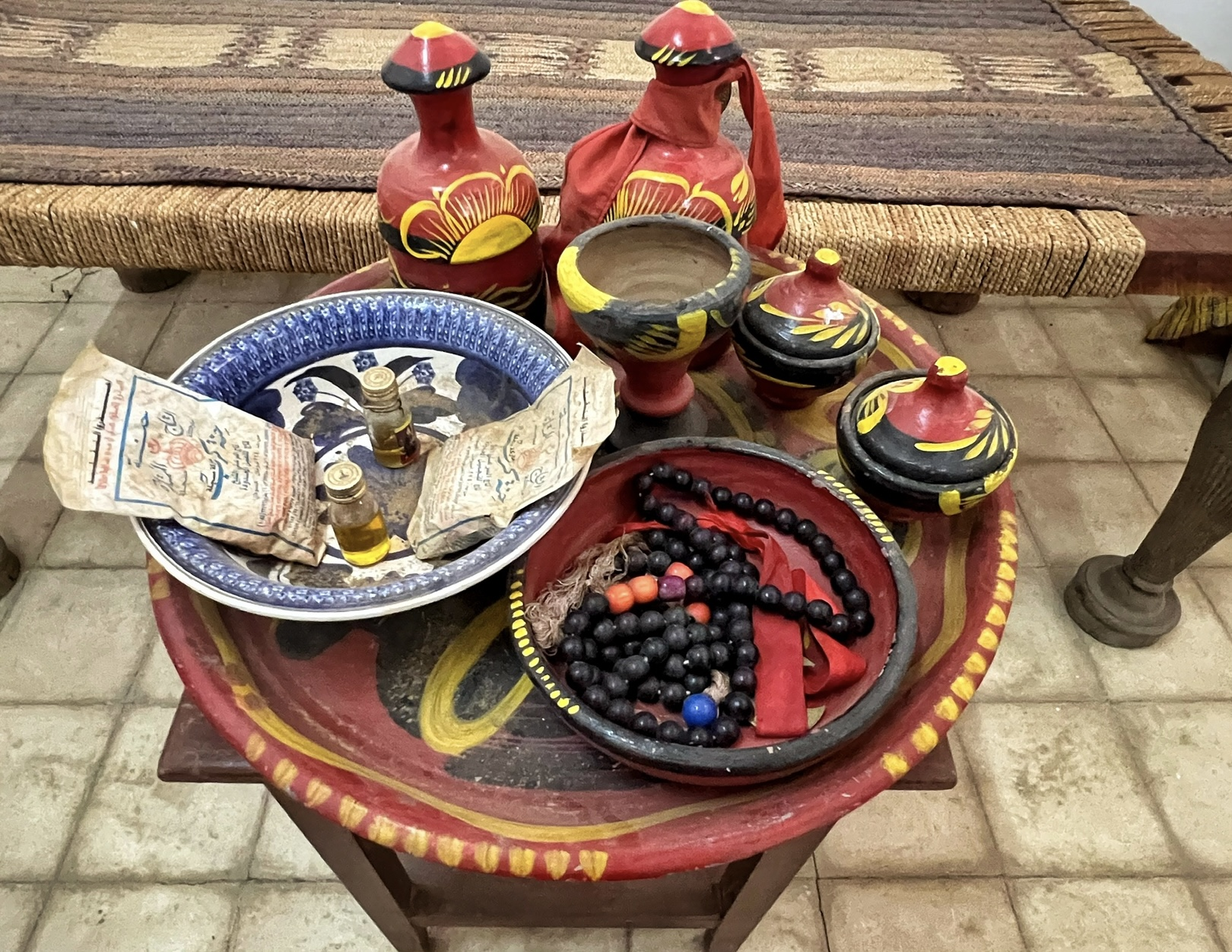
مستلزمات الزفاف السودانية
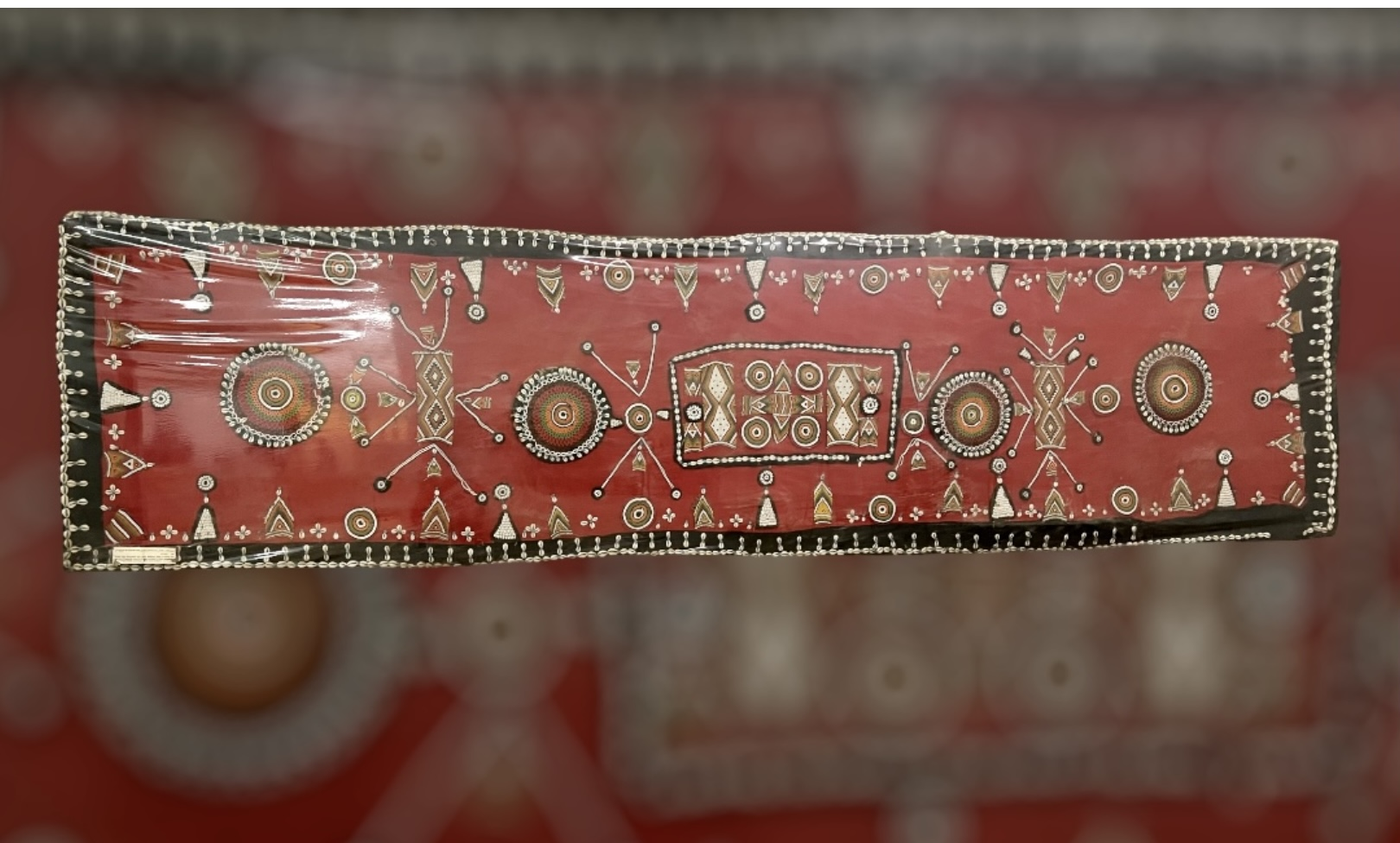
بساط زفاف مطرز ومطرز،قبيلة بني عامر
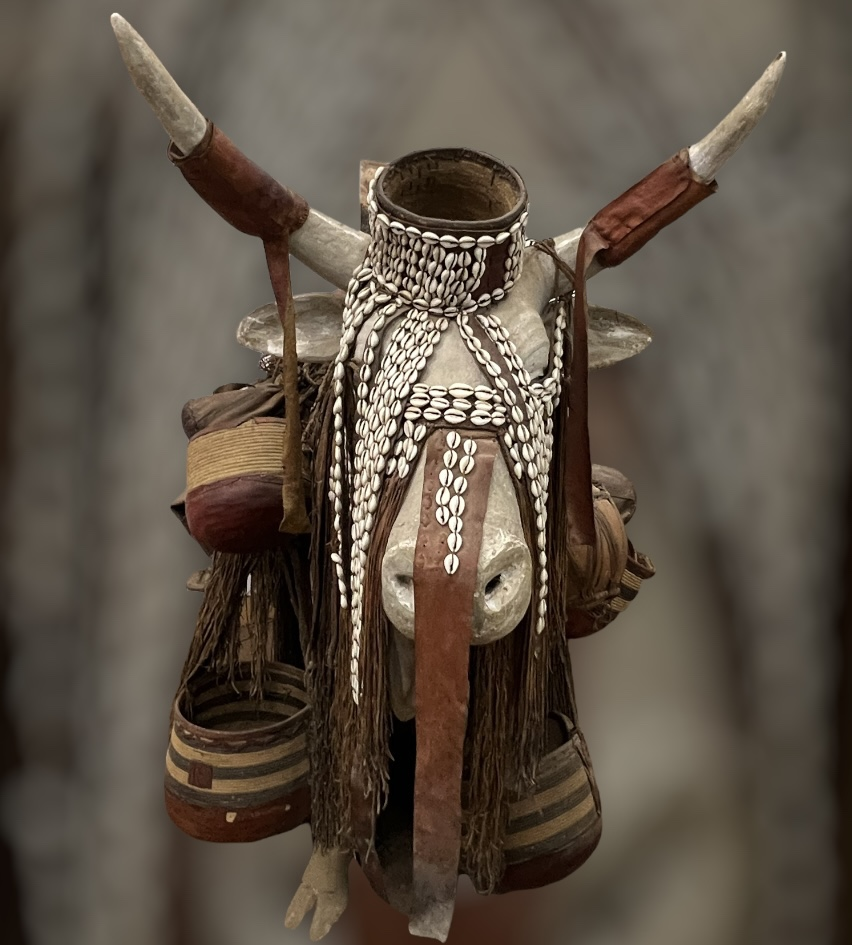
حلى من جماعة البقارة توضع على الثيران
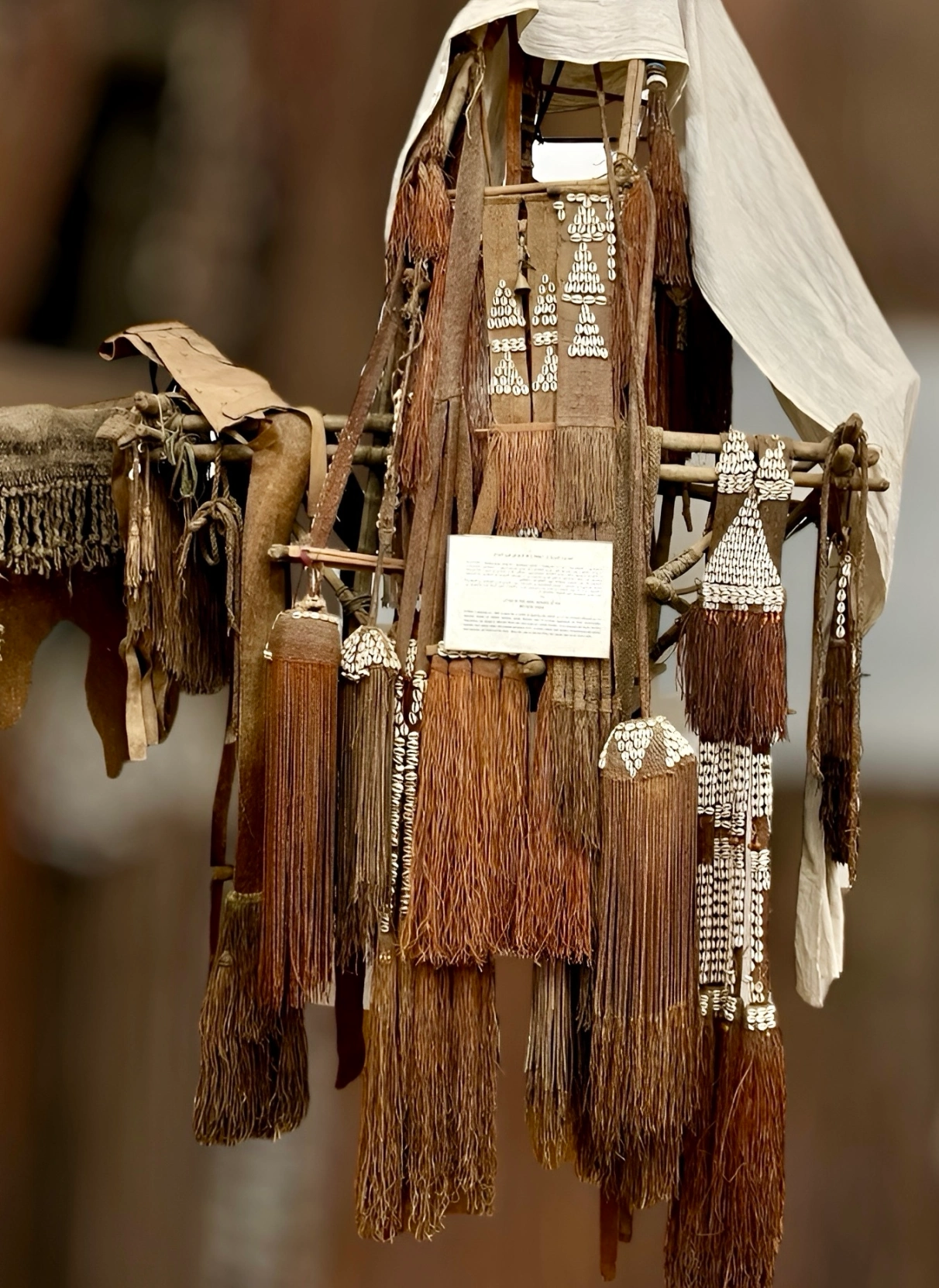
حُلى توضع على الجمل

## وصلات خارجية
- الصفحة الرسمية لحماية التراث الحي في السودان
- مقال يحتوي على العديد من الصور حول متحف السودان الإثنوغرافي من مدونة محو الأمية النسائية في السودان
- صور لمتحف السودان الإثنوغرافي على صفحة ويب شخصية